# Swearnet: The Movie
Pour plus de détails, voir Fiche technique et Distribution.
Swearnet: The Movie est un film canadien réalisé par Warren P. Sonoda, sorti en 2014.

## Fiche technique
- Titre : Swearnet: The Movie
- Réalisation : Warren P. Sonoda
- Scénario : Mike Smith, John Paul Tremblay et Robb Wells
- Musique : Blain Morris
- Photographie : Bobby Shore
- Montage : Christopher Cooper
- Production : Gary Howsam et Bill Marks
- Société de production : Swearnet
- Pays :  Canada
- Genre : Comédie
- Durée : 112 minutes
- Dates de sortie : 
  -  Canada : 29 août 2014

## Distribution
- Robb Wells : lui-même
- John Paul Tremblay : lui-même
- Mike Smith : lui-même
- Patrick Roach : Pat / Swearman
- Tom Green : lui-même
- Carrot Top : lui-même
- Mishael Morgan : Jamie
- Lou Jurgens : Julie
- Shannon Leroux : Rachel
- Dana Michael Woods : Jogi
- Howard Jerome : Trigger (Carl)
- Leigh MacInnis : Leigh MacInnis
- Ann Pirvu : Amy
- Emily Mountford : Wendy
- Fiona Carver : Becca
- Daniel Lillford : M. Pinchbeck
- Liam Card : Stephen

## Accueil
Le film a reçu un accueil défavorable de la critique. Il obtient un score moyen de 18 % sur Metacritic.